# Labuan
Labuan (in Malese o Jawi: لابوان) è l'isola principale del Territorio Federale di Labuan, in Malaysia. Labuan è conosciuta come porto franco ed è una meta turistica per i vicini abitanti del Brunei e per gli amanti delle immersioni.
Il nome Labuan deriva dalla parola malese labuhan, che significa ancoraggio.

## Geografia fisica
Il Territorio Federale di Labuan comprende l'Isola di Labuan (75 km²) e sei altre isole minori (Pulau Burung, Pulau Daat, Pulau Kuraman, Pulau Papan, Pulau Rusukan Kecil, e Pulau Rusukan Besar), che insieme formano un'area di 92 km². Le isole si trovano a 8 km dalle coste del Borneo, vicino allo Stato malese di Sabah e allo Stato sovrano del Brunei Darussalam, sull'angolo nord della Baia del Brunei, e si affaccia sul Mar Cinese Meridionale.
L'isola di Labuan è per lo più pianeggiante o leggermente ondulata: il suo punto più alto si assesta su 85 metri. Oltre il 70% dell'isola è ancora coperta dalla vegetazione. Bandar Labuan, più conosciuta come Victoria, è l'insediamento e il porto principale, e si affaccia sulla Baia del Bruneiobo.
Il Territorio Federale di Labuan è diviso in 6 distretti amministrativi:
- Batu Arang
- Batu Manikar
- Bandar Labuan
- Layang-Layangan
- Lubok Temiang
- Ranca-Ranca
- Kg. Tanjong Kubong
- Kg. Bukit Kalam

## Storia
Labuan è stata parte del Sultanato del Brunei.
Nel 1840 gli Inglesi usarono l'isola, disabitata, come base per combattere la pirateria e successivamente come stazione di rifornimento per i carichi destinati a Singapore e a Hong Kong. Particolare ruolo nella lotta ai pirati fu quello di Sir James Brooke, avventuriero inglese e Raja di Sarawak dal 1842, che grazie ai propri successi ottenne l’annessione dell’isola all’Impero Britannico (oltre a restaurare il sultano al potere, venendo per questo ricompensato con un regno).  Dopo una rappresaglia inglese seguita all'assassinio di Raja Pengiran Muda Hashim con la sua famiglia in un agguato, il sultano del Brunei Omar Ali Saifuddin II cedette infatti Labuan all'Inghilterra nel 1845 in cambio del pagamento di un'indennità, e l'isola divenne Colonia della Corona Britannica nel 1848. Fu annessa al Borneo del Nord il 1º gennaio 1890. Il primo Rajah Bianco di Sarawak, James Brooke, fu nominato comandante in capo e Governatore del nuovo territorio nel 1846, nonché console del Borneo; egli cercò di riunire Sarawak e Labuan sotto una sola amministrazione, senza successo. Il governatorato passò dopo la sua morte nelle mani del generale George Warren Edwards (dal 1868) anziché ai suoi discendenti, in quanto i territori di vicereame non erano possedimento dinastico, e rimase sotto il protettorato britannico. 
Il Raja di Sambas e Brunei Pengiran Indera Mahkota scrisse al sultano Saifuddin II una lettera in versi, poi divenuta poema, in cui rimpiangeva la perdita di Labuan “perla del Borneo”: Syair Rakis. Oggi il poema è famoso nel mondo malese.
Durante la Seconda guerra mondiale, Labuan fu occupata dal Giappone dal dicembre 1941 al giugno 1945 e governata come parte dell'unità militare del Borneo del Nord dalla 37ª Armata Giapponese. Labuan fu ribattezzata Maida (Pulau Maida, 前田島 [Maeda-shima]) in onore del marchese Toshinari Maeda, il primo comandante delle Forze Giapponesi nel Borneo del Nord. L'isola fu riconquistata dall'Esercito Australiano nel corso dell'operazione Oboe Six, nel giugno del 1945. Labuan tornò al suo vero nome e rimase sotto l'amministrazione militare britannica, e successivamente (15 luglio 1946) si unì al Borneo del Nord Britannico, che divenne parte della Malaysia, come Stato di Sabah nel 1963.
Nel 1984, Labuan fu ceduta da Sabah al governo federale, che ne fece un Territorio Federale. Nel 1990, fu dichiarata porto franco.

## Popolazione
La composizione etnica a Labuan nel 2000 era:
- Malesi/Bumiputra (60.549 o 77,92%)
- Cinesi (12.019 o 15,47%)
- Indiani (989 o 1,28%)
- Altri gruppi (4.143 o 5,33%)

## Politica
Labuan avrebbe aderito alla Federazione del Borneo del Nord, se si fosse realizzata, durante gli anni sessanta. Durante la fine degli anni novanta si è fatta largo tra la popolazione la questione dell'indipendenza di Labuan dalla Federazione malese, o almeno di una sua maggiore autonomia, o di un certo grado di decentramento. Ad essi si oppongono quanti sostengono che l'indipendenza non sarebbe economicamente proficua, in quanto larga parte dei servizi e delle industrie dipendono dai sussidi governativi, come il Cantiere Navale di Labuan. Chi propugna la causa indipendentista ricorda il successo di alcuni piccoli stati, come il vicino Brunei, ma generalmente la maggior parte della popolazione è soddisfatta della situazione politica attuale.

## Difesa
La difesa è di responsabilità del Governo Federale, con una flotta della polizia navale, una guarnigione e un distaccamento aeronautico presenti sull'isola. Le Forze di Polizia locali mantengono l'ordine e il rispetto della legge. La Guardia Costiera, di Dogana e Dazio, ha una presenza relativamente forte a Labuan, a causa della natura economica dell'isola come Territorio Federale, porto franco, e zona duty free.

## Attrazioni e luoghi d'interesse
Ci sono molti luoghi d'interesse e attrazioni a Labuan. Il cimitero militare accoglie le tombe dei caduti della Seconda guerra mondiale di molte nazioni. Tra essi britannici, australiani, indiani, truppe di Sarawak, del Brunei, del Borneo del Nord e imperiali. C'è anche un monumento alla memoria dei sopravvissuti delle Forze Armate giapponesi e australiane nel 1945.
Ci sono inoltre resti della storia di Labuan, come il porto attrezzato per il rifornimento di carbone della Marina Reale, al cui interno è visibile la ciminiera, un elemento caratteristico del paesaggio locale.
Labuan è sede di molte scuole, di cui una sola internazionale, la Labuan International School.

## Influenze culturali
- Labuan è uno dei principali luoghi in cui sono ambientati i romanzi del ciclo malese di Emilio Salgari, dove vive l'eroina Marianna Guillonk, nota come "La Perla di Labuan".